# Царт, Артур
Артур Царт (нем. Arthur Zart; 1878—1963) — немецкий учёный и технолог в области прикладной химии.
Защитил в Берлине диссертацию «К вопросу об эукаине B. К стереохимии пиперидинового ряда» (нем. Zur Kenntnis des Eucain B. Zur Stereochemie in der Piperidinreihe; 1903).
На протяжении многих лет работал на лакокрасочном заводе в Леверкузене, входившем в состав концерна Bayer, специализируясь в области текстильного и красочного производства; считался известным в Германии специалистом.
Основные работы:
- Краски и красители, их производство и применение (нем. Farben und Farbstoffe, ihre Erzeugung und Verwendung; 1915)
- Развитие крупной химической промышленности (нем. Entwicklung der chemischen Grossindustrie; 1922)
- Получение и свойства искусственного шёлка и штапельного волокна (нем. Herstellung und Eigenschaften der Kunstseide und Stapelfaser; 1935)
- Искусственный шёлк и штапель: Технические отчёты о достигнутых результатах (нем. Kunstseide und Stapelfaser. Technische Fortschrittsberichte; 1950)

Наибольшую известность, однако, принесла Царту популярная книга по физикохимии «Кирпичи мироздания (Атомы и молекулы)» (нем. Bausteine des Weltalls, Atome und Moleküle; 1913, переиздания 1923, 2010). Известно, что эта работа находилась в поле зрения Ленина, её читал Александр Родченко. Русский перевод книги Царта, выполненный Е. Г. Барановой под редакцией А. П. Афанасьева (ученика И. И. Боргмана и учителя А. А. Лебедева), вышел в 1921 году. О своём потрясении при столкновении с этой книгой вспоминала Елена Шварц (задолго до этого выдумавшая персонажа по имени Арно Царт).